# Scolochilus maculatus
Scolochilus maculatus là một loài bọ cánh cứng trong họ Cerambycidae.